# السياحة في كوبا

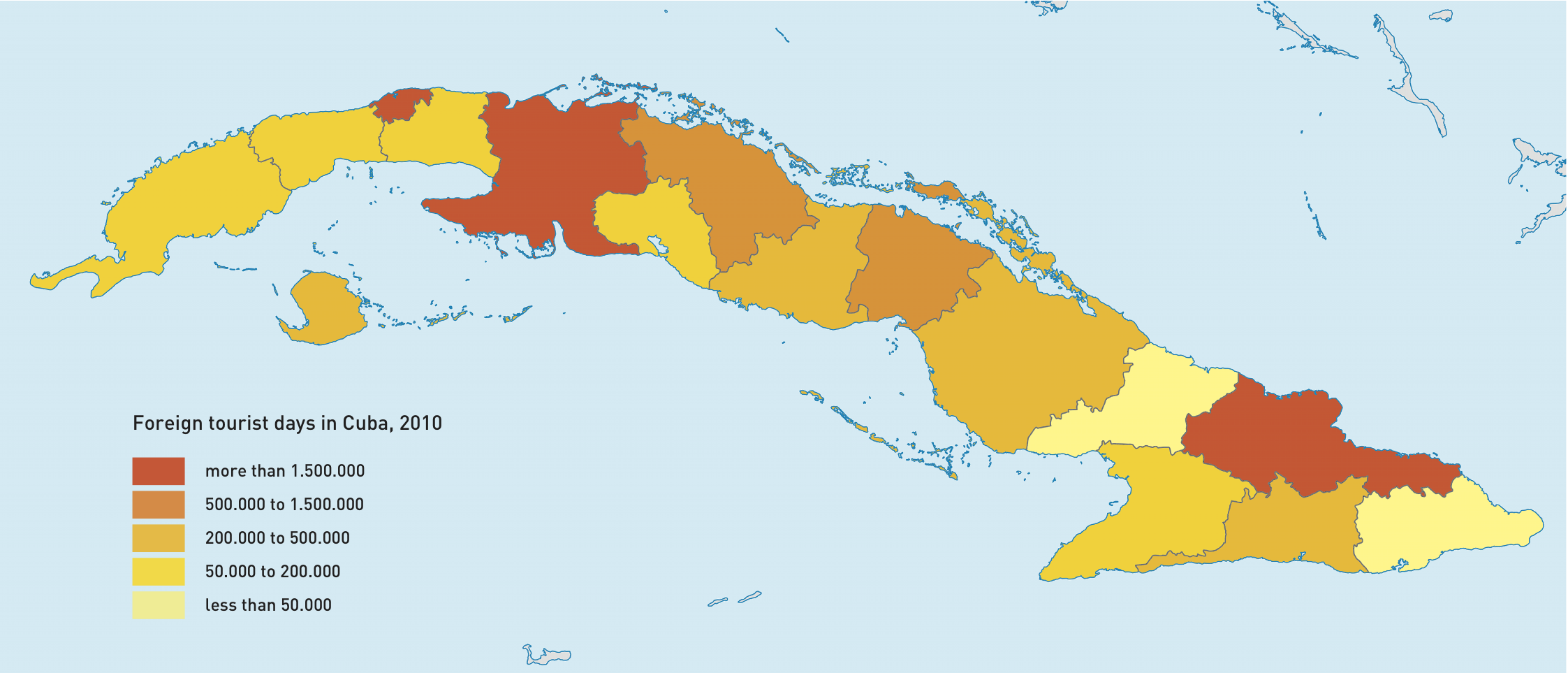
أيام السائح الأجنبي في كوبا في عام 2010

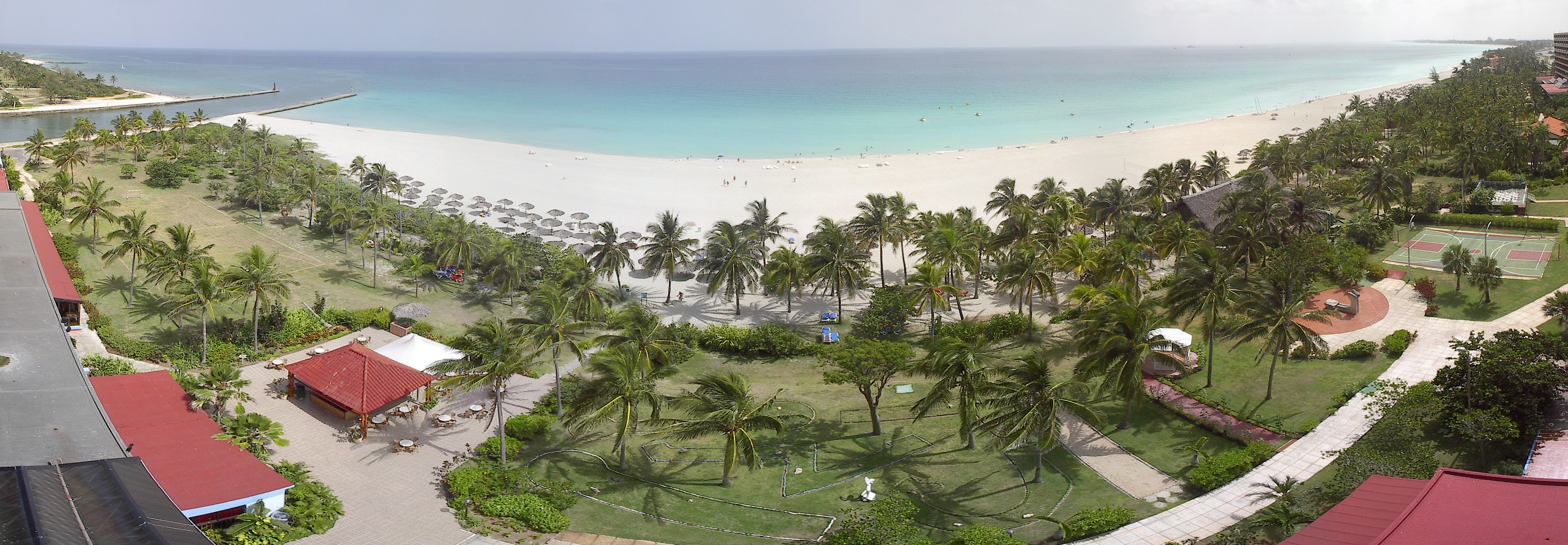
الشاطئ في منتجع فاراديرو

السياحة في كوبا هي الصناعة التي تستقطب 3 ملايين سائح سنويا، وتعد أحد أهم المصادر الرئيسية للدخل بالنسبة للجزيرة، وبمناخ ملائم والشواطئ والهندسة المعمارية الاستعمارية والتاريخ الثقافي المتميز فإن كوبا تعتبر جهة جاذبة للسياح لفترة طويلة، فقد كانت اخر وأقدم وأقرب مستعمرة لإسبانيا حتى عام 1898، في الجزء الأول من القرن العشرين استفادت كوبا من الاستثمارات الكبيرة وانشاء الصناعات والهجرة، كما ساعد قربها وعلاقتها الوثيقة بالولايات المتحدة الأمريكية اقتصاد أسواق كوبا ليزدهر سريعا لحد ما، كما تدهورت العلاقات بين كوبا والولايات المتحدة الامريكية سريعا بعد الثورة الكوبية وما نتج عنها من مصادرة الأعمال وتجنيسها، فأصبحت الجزيرة مقطوعة عن سوقها التقليدي بسبب الحصار وفرض حظر على المسافرين الأمريكيين بزيارة كوبا، انخفضت صناعة السياحة لتسجيل مستويات منخفضة في غضون سنتين من انضمام كاسترو إلى السلطة. وبحلول منتصف الستينيات من القرن الماضي حظرت الحكومة الشيوعية جميع الممتلكات الخاصة وأزالتها وحرمت حيازة العملات الأجنبية وقضت على صناعة السياحة بأكملها.

## نظرة عامه
حتى عام 1996 حظر النظام الشيوعي الاتصالات بين السياح والكوبين فعليا وبعد انهيار الشريك الرئيسي لكوبا في التجارة الاتحاد السوفيتي والأزمة الاقتصادية المعروفة بالفترة الخاصة، شرعت الحكومة الكوبية العمل على برنامج رئيسي لترميم الفنادق القديمة، وإبقاء السيارات الأمريكية ما قبل الشيوعية واعادت عدة شوارع لمجدها السابق، وكذلك بناء المنتجعات السياحية لدعم صناعة السياحة لجلب التمويل الازم للجزيرة، ولضمان عزل السياحة الدولية عن المجتمع الكوبي في الدولة، فقد روجت السياحة في منتجعات الجيب (ارض محاطة بارض أجنبية) حيث يفصل السياح عن المجتمع الكوبي بقدر الإمكان والمعروفة باسم «سياحة الجيب» و «الفصل العنصري السياحي» وبحلول أواخر التسعينيات تجاوزت السياحة الصناعة التقليدية في كوبا وهي السكر الذي يعتبر مصدر الدخل الرئيسي في البلاد، يأتي الزوار من كندا وغرب أوروبا في المقام الأول، وتتركز المناطق السياحية أنحاء فاراديرو وكايو كوكو ومناطق الشاطئ شمال هولغوين وهافانا، وأثر ذلك على مجتمع كوبا الاشتراكي والاقتصاد كثيرا ومع ذلك في السنوات الأخيرة قد انخفضت السياحة في كوبا بسبب الركود الاقتصادي وتزايد صراعات الاستثمار الأجنبي ومخاوفها والقيود الاقتصادية الداخلية، ومنذ إعادة فتح السياحة في منتصف التسعينيات كوبا لم تصل للنمو المتوقع وحصلت على ترميم بسيط نسبيا ونمو بطيء، كما أن نقص الاستثمار الأجنبي له أيضا تأثير سلبي، فمنذ ذلك الحين تجاوزت جمهورية الدومينيكان كوبا في مجال السياحة والتنمية والاستثمار.

## التاريخ

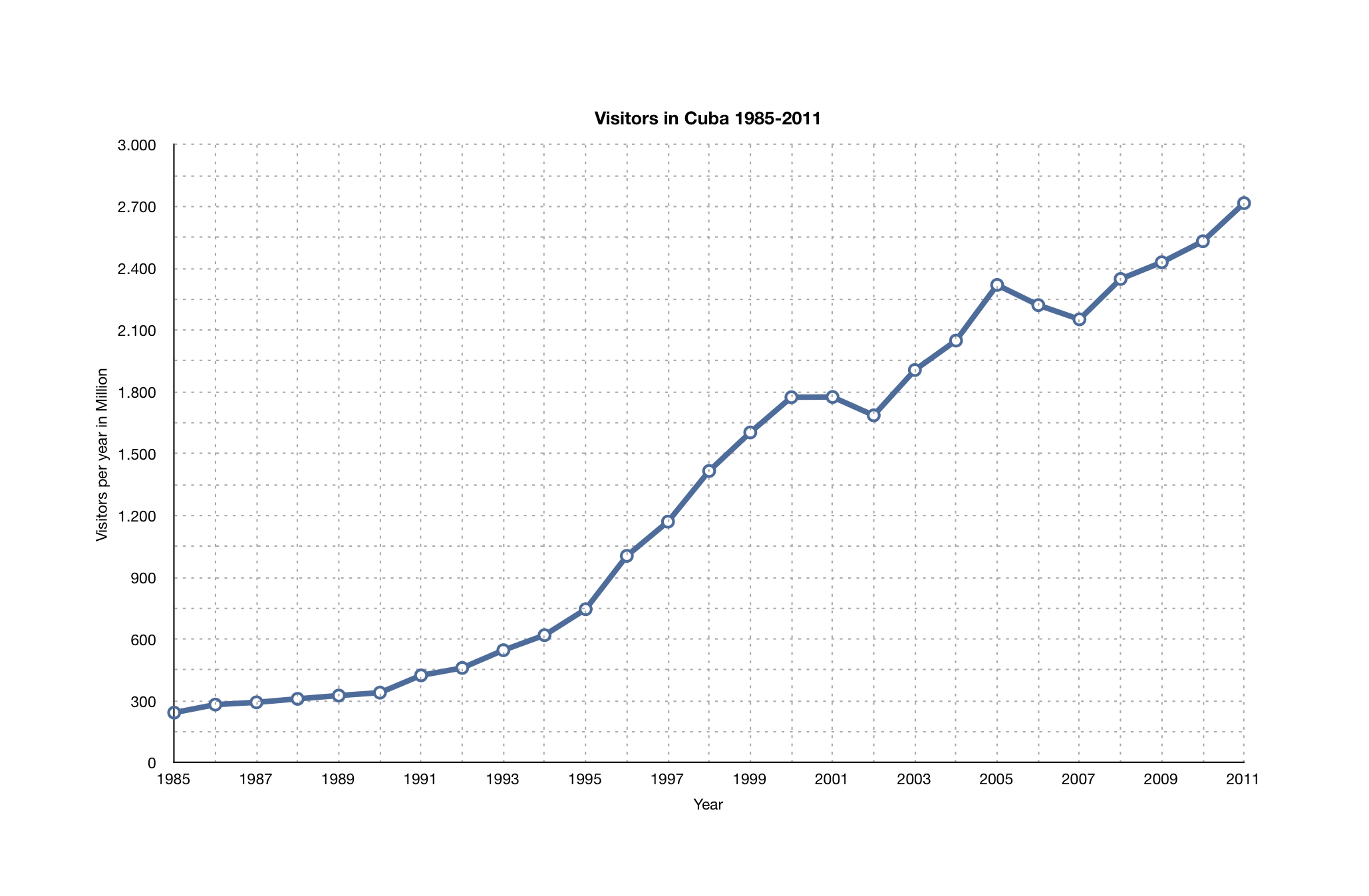
زوار كوبا من عام 1985 إلى 2011

تعتبر كوبا جهة جذب شهيرة منذ فترة طويلة، بين عامي 1915 و1930 استضافت هافانا أكثر من أي منطقة على البحر الكاريبي وكان تدفق يرجع في جزء كبير منه إلى قرب كوبا من الولايات المتحدة الامريكية، حيث بلغ حظر الكحول والتسلية الأخرى تناقض صارخ مع الطبيعة الإسترخائية للمحقات الترفيهية في الجزيرة، وأصبحت هذه السياحة ثالث أكبر مصدر لكوبا من العملات الأجنبية، بعد الصناعتين المهيمنتين وهي صناعة السكر والتبغ.
مزيج من الكساد العظيم في الثلاثينيات ونهاية الحظر والحرب العامية الثانية قلل بشدة صناعة السياحة في كوبا ولم يكن حتى الخمسينيات حتى بدأت تلك الأرقام للعودة إلى الجزيرة في أي قوة لا يستهان بها، وخلال هذه الفترة جاءت الجريمة المنظمة الأمريكية المهيمنة على الصناعات الترفيهية والسياحية وأوجزت طريقة العمل في مؤتمر هافانا الشائن عام 1946 وبحلول صيف الخمسينيات أصبحت هافانا أحد الأسواق الرئيسية والطريق المفضل لتجارة المخدرات إلى الولايات المتحدة الأمريكية، وعلى الرغم من هذا فقد نمت أعداد السياح بشكل مطرد بمعدل 8% سنويا، هافانا أصبحت تعرف باسم «لاس فيغاس اللاتينية».

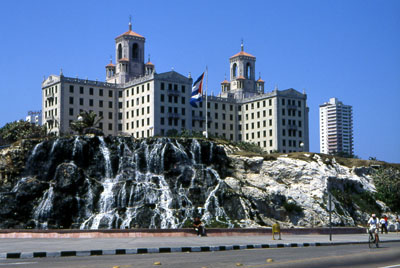
فندق ناسيونال في هافانا، قائمة ضيوف الفندق تشمل فرانك سيناترا ونستون تشرشل وإرنست همنغواي وكان هذا الفندق المضيف لمؤتمر هافانا سيئ السمعة في عام1946

وفور ان أصبح رئيسا لكوبا بعد الثورة الكوبية لعام 1959، أمر مانويل أوروتيا بإغلاق العديد من الحانات وصالات القمار المرتبطة بالدعارة وتجارة المخدرات، وهذا وضع حد فعال لتصور كوبا كهروب المتعة، أنشئت هيئة حكومية جديدة والمؤسسة الوطنية لصناعة السياحة لتشجيع المزيد من السياحة وجعلوا الفنادق والنوادي والشواطئ متاحة للعامة بأسعار منخفضة، أعلن رئيس مجلس السياحة كارلوس المونيا برنامج استثمارات ضخمة في الفنادق وإنشاء مطار جديد ولكن الخوف من الوضع في كوبا بعد الثورة بين الأمريكيين الذين يشكلون 8 من أصل 10 من الزوار يعني انخفاض سريع في السفر إلى الجزيرة.
وفي يناير 1961 تدهورت العلاقات بين الدول نتيجة للبنك ومصادرة الأعمال والنزوح الجماعي والإعدام بإجراءات موجزة والملكية الخاصة التي أعلنت غير قانونية من قبل النظام الشيوعي الآن علنا كونها مدعومة من قبل الاتحاد السوفييتي كما أعلنت وزارة الخارجية الامريكية أن السفر السياحي لكوبا أصبح مخالفة لسياسة الولايات المتحدة الأمريكية وضد المصلحة الوطنية، انخفضت السياحة في ذلك العام لمستوى قياسي منخفض يبلغ مجرد 4180. مما أدى إلى تقليص هائل في الخطط السياحية في كوبا، زائرو كوبا خلال الستينيات والسبعينيات والثمانينات كانوا ندرة، عدد السياح ازدادوا تدريجيا ولكن لم يكن حتى عام 1989 حتى وصلت الأرقام لما يساوي الأرقام ما قبل الثورة.
انهيار الاتحاد السوفييتي عام 1991 تسبب في أزمة في الاقتصاد الكوبي، كان السوفييت شريك تجاري كبير لكوبا وكان يحمي بشكل فعال صناعة السكر في كوبا بدعم استمر 30 عاما، عدم وجود التنوع الاقتصادي خلال هذه الفترة والخسارة المفاجئة للأسواق الرئيسة أرسل البلاد إلى كساد اقتصادي عميق يعرف في كوبا بالفترة الخاصة، عجلت الازمة الاقتصادية النظام الشيوعي لإيجاد سبل جديدة للدخل.
ووضعت سياسات لتلبي حاجه الأسواق السياحية النامية في كندا وأوروبا، وذلك بهدف استبدال اعتماد كوبا على صناعة السكر والحصول على العملة الأجنبية التي تشتد الحاجة اليها سريعا، وتم إنشاء وزارة جديدة للسياحة في عام 1994 واستثمرت الدولة الكوبية بكثافة في المرافق السياحية، وبين عامي 1990 و2000 ثم استثمار أكثر من 3.5 مليار دولار في صناعة السياحة، واتفع عدد الغرف المتاحة للسياح الدوليين من 12.000 إلى 35.000 واستقبلت البلاد 15 مليون زائر خلال تلك الفترة، وبحلول عام 1992 تلك الصناعة تجاوزت السكر لتكون كرئيس كاسب لكوبا.
واليوم المسافرون من جميع انحاء العالم يزورون كوبا لتصل إلى المقام الأول عن طريق الطيران العارض إلى واحدة من سبعة مطارات رئيسية في كوبا، وحتى الآن أكبر عدد يأتي من كندا حيث أن الوافدون تزايدوا بنسبة 10% تقريبا سنويا منذ عام 2007، الأوروبيين يأتون بعدهم مباشرة يفدون بشكل أساسي من بريطانيا العظمى واسبانيا وإيطاليا وفرنسا وألمانيا، وذكرت وكالة حكومية رسمية أنه من غير المعروف بالضبط كم عدد الأمريكيين المسافرين لكوبا للسياحة منتهكين لسياسية الولايات المتحدة الأمريكية التجارية، ووفقا لبعض الاحصائيات حوالي 20.000 إلى 30.000 من الأمريكيين يسافرون بطريقة غير مشروعة إلى كوبا كل عام في حين أن الحكومة الكوبية ترفع ذلك المعدل لحوالي أكثر من 60.000، يصلون الأمريكيين عادة إلى كوبا عبر رحلات جوية إلى كندا أو المكسيك، كما يجب على جميع الزوار دفع 25 دولار ضريبة خروج في المطار قبل المغادرة.
السائحون القادمون إلى كوبا في عام 2010
| الدولة           | القادمون |
| ---------------- | -------- |
| كندا             | 945,248  |
| المملكة المتحدة  | 174,343  |
| إيطاليا          | 112,298  |
| إسبانيا          | 104,948  |
| ألمانيا          | 93,136   |
| فرنسا            | 80,470   |
| المكسيك          | 66,650   |
| الولايات المتحدة | 63,046   |
| الأرجنتين        | 58,612   |
| روسيا            | 56,245   |

## الاستثمار الأجنبي
وزاد الاستثمار الأجنبي في قطاع السياحة الكوبي باطراد منذ النشاط السياحي، وقد أصبح ذلك ممكنا بسبب التغيرات الدستورية على الاقتصاد الموجه من الاشتراكية في كوبا للسماح بالاعتراف بالرأس مال الأجنبي، وبحلول أواخر التسعينيات عملت خمسة وعشرون شركة ذات مضاربات خارجية وداخلية مشتركة في صناعة السياحة في كوبا، وقد وجد المستثمرون الأجانب وأصحاب الفنادق من اقتصادات السوق أن اقتصاد كوبا المركزي والبيروقراطية قد خلق قضايا توظيف معينة وتكاليف أعلى من المعتاد، وهناك عاملا اضافيا استشهد به المستثمرون الأجانب وهو درجة تدخل الدولة على المستوى التنفيذي والتي هي بنسبة أعلى بكثير من المتوسط.
تدفق الرأس المال الأجنبي وأساليب الرأس مالية المرتبطة بها أدى إلى تساؤل الملاحظين الخارجيين عما إذا كان النظام الاشتراكي في كوبا يمكنه أن ينجو من التحولات الناتجة عنه. رد فيدل كاسترو في عام 1991
«في ظروف بلد صغير مثل كوبا....من الصعب جدا التطور.....بالاعتماد على موارد المرء الخاصة، ولهذا السبب ليس لدينا بديل سوا أن نضم أنفسنا لتلك المؤسسات الأجنبية التي تدعم العاصمة والتكنولوجيا والأسواق.»
وكان كاسترو أيضا ممن اعتقدوا أنه على الرغم من التأثير الذي لا يمكن انكاره من «ايدولوجية الرأسمالية»، الاشتراكية ستكون لها الغلبة في كوبا و«معركة الأفكار» على نطاق أوسع.

## السياحة والبيئة
لقد أوجدت الحكومة الكوبية ضمانات تهدف إلى ضمان أن السياحة والتنمية الأخرى لا تؤدي إلى أثار بيئية كبيرة، يجب تطوير المرافق السياحية الجديدة والبنية التحتية في كوبا –من بين أمور أخرى-المضي قدما وفقا للقوانين والسياسات الكوبية، 1995 أنشأت الحكومة الكوبية وزارة العلوم والتكنولوجيا والبيئة (CITMA) وفي عام 1996 سنت الجمعية الوطنية قانون 81 للبيئة أحد أشمل «ايطار» للقوانين البيئية في المنطقة ووفقا لهذا القانون اعتمدت الحكومة عددا من القوانين والقرارات تهدف لضمان أن التنمية المستقبلية –بما في ذلك التنمية السياحية- محتمل، ولأهمية خاصة لتطوير السياحة وهو القانون المرسوم رقم 212 لإدارة المنطقة السياحية التي تأسس النكسات ومتطلبات الموقع لمنشئات جديدة في المناطق الساحلية، تتطلب قرار 99/ 77 CITMA تقييم بيئي شامل لمشاريع البناء الجديد الكبرى ويتطلب حصول مطوري المشروع على ترخيص بيئي من CITMA.

## السياحة الصحية
لمزيد من المعلومات: الرعاية الصحية في كوبا
وكما تتلقى عائدات السياحة الصحية، كوبا تجذب السياح الصحيين محصلة عوائد سنويو تبلغ نحو 40 مليون دولار لاقتصاد كوبا، وتعد كوبا وجهة سياحية مشهورة بالصحة لأكثر من 20 عاما، وفي عام 2005 سافر أكثر من 19.6000 مريض أجنبي إلى كوبا لمجموعة كبيرة من الجراحات بما في ذلك جراحة العيون والاضطرابات العصبية مثل التصلب التعدد ومرض باركنسون وجراحة العظام، العديد من المرضى هم من أمريكا اللاتينية إلا أن العلاج الطبي لالتهاب الشبكية الصباغي -كثيرا ما يعرف بالعشى الليلي- استقطب العديد من المرضى من أوروبا وأمريكا الشمالية.
وتناولت صحيفة ميامي هيرالد في عام 2007 في شهر أكتوبر أن الجودة العالية من الرعاية الصحية مقدمة لمرضى السياحة العلاجية الكنديين والامريكيين في كوبا، وظهرت بعض الشكاوي أن «سياح الصحة» الأجانب الذين يدفعون بالدولار يحضون بجودة أعلى من الرعاية من المواطنين الكوبين، وتؤكد الطبيبة الرئيسة لقسم الاعصاب السابقة المنشقة هيلدا مولينا أن الهدف المركزي الثوري هي الرعاية الصحية المجانية ذات الجودة للجميع قد تأكلت بسبب الاحتياج للعملة الأجنبية، تقول مولينا أنه عقب الانهيار الاقتصادي المعروف في كوبا بالفترة الخاصة أنشأت الحكومة الكوبية اليات تهدف إلى تحويل النظام الطبي إلى مؤسسة ربحية وبالتالي خلق تفاوت في جودة خدمات الرعاية الصحية بين الكوبين والأجانب.

## السياحة الجنسية
على الرغم من أن فيديل كاسترو سعى للقضاء على الدعارة بعد توليه السلطة، الا أن التفاوت بين أجور الكوبين النموذجية (أقل من دولار أمريكي واحد في اليوم) والقدرة الشرائية للسياح الأجانب تغوي بعض الكوبين –بما في ذلك القصر-لممارسة الدعارة، وقد قلل وزير العدل الكوبي ماريا أستير ريوس مزاعم السياحة الجنسية الواسعة النطاق، ووفقا لصحيفة ميامي هيرالد أن الدعارة ليست قانونية في كوبا ولكن شراء عاهره للأخرين هو المحظور، سن البلوغ الجنسي على الجزيرة هو 16 ووفقا لموقع الحكومة الكندية لنصايح السفر «أن كوبا تعمل بنشاط لمنع السياحة الجنسية التي تستهدف الطفل، وعدد السياح –بما في ذلك الكنديين- قد ادينوا بجرائم متعلقة بفساد القصر الذين تتراوح أعمارهم بين 16 فما دون، وتتراوح عقوبة السجن من 6 إلى 25 سنة» من غير القانوني استيراد وحيازة وإنتاج المواد الإباحية في كوبا.
في حين أن نمو السياحة افاد مدينة هافانا اقتصاديا، الا أن هناك عدة اثار جانبية سلبية، أحد تلك الاثار الجانبية هو إحياء السياحة الجنسية في المدينة، وكانت السياحة الجنسية جزءا أساسيا من صناعة السياحة قبل الثورة، وبعد عام 1960 تم القضاء على الدعارة بشكل أساسي على الجزيرة بسبب المبادرات الحكومية وانخفاض كبير في الطلب عندما قلت السياحة، ومع انتشار السياحة في التسعينيات وكذلك ممارسة الدعارة، فالطابع الديموغرافي للسياح (الاغلبية الساحق من الرجال الذين تتراوح أعمارهم بين 25 – 60 سنة) هو مؤشر رئيسي على وجود الدعارة بالإضافة إلى المواقع والمجلات مثل بلاي بوي التي صنعت الفرص لكل من السياحة الجنسية المتباينة والمثلية الجنس، وفي حين أن العديد من العاهرات انخرطوا في ممارسة الدعارة بدافع الضرورة الاقتصادية الا انهم لا يعملون في ظروف قمعية، في الواقع عدد كبير من العاهرات في هافانا المعاصرة يرون العمل باعتباره وسيلة لعيش حياة أفضل مما لو كانوا يعملون في الوظائف المتاحة في جميع أنحاء المدينة ولذلك الدعارة المعاصرة تختلف عن السياحة الجنسية في الخمسينيات في هذا الصدد.

## مساكن خاصة
المقال الأساسي: مساكن خاصة
في سياق السياحة، المسكن الخاص في كوبا حولت لتسمح بالسكن المدفوع، عادة على الأساس القصير المدى والأقرب إلى مساكن وجبة الإفطار والسرير في أماكن أخرى عادة ما يشار إليها باسم «كاسا خاصة» وهو ما يعني ببساطة«بيت خاص»، وهي عادة ما تكون مكان إقامة أسرة واحدة وهي خيار شعبي جدا للسياح، تتفاوت الأسعار بين 15 و30 يورو لليلة الواحدة أو أقل لمدة اقامة أطول، توفر المساكن الخاصة خيارا أكثر وغير مكلف للسياح الشباب أو المستقلين، الإقامة في مسكن خاص تعطي للسياح فرص أكبر لمعايشة الكوبين المحلين والمشاركة في الحياة الثقافية الكوبية.

## السياح والفنادق الكوبية
بين عامي 1992 و2008 من اجل الحصول على العملة الصعبة التي اشتدت الحاجة اليها، فتحت بعض الفنادق والمنتجعات للسياح الأجانب مما أدى إلى اتهامات «الفصل العنصري للسياحة» وقد عكست الحكومة الكوبية تلك السياحة في عام 2008.
وكانت سياسات كوبا السياحية في بداية التسعينيات والتي كانت تنطلق من ضرورة الحكومة الملحة للحصول على العملة الصعبة له تأثير كبير على المساواة الأساسية التي تعتنقها الثورة الكوبية، وظهر سريعا اقتصادين متوازيين مقسوم بحسب إمكانية الحصول على الدولار الأمريكي المصدق حديثا، من تمكنوا من الوصول إلى الدولارات عن طريق الاتصال مع صناعة السياحة المربحة وجدوا أنفسهم ذوي ميزة مالية واضحة فجأة لعمال المجالات المهنية والصناعية والزراعية.
ولضمان عزل السياحة الدولية عن المجتمع الكوبي، كان ينبغي تشجيع السياحة في منتجعات الجيب حيث يتم –بقدر الإمكان -فصل السياح عن المجتمع الكوبي وذلك لم يغب عن المواطن الكوبي وسرعان ما أشير إلى سياسة الحكومة السياحية ب «سياحة الجيب» و«الفصل العنصري للسياحة».
وفي عام 1992 دخلت كوبا لفترة من التقشف الاقتصادي الحاد فدافع فيدل كاسترو عن السياسات التي وضعت حديثا في كلمة القاها أمام الجمعية الوطنية الكوبية، ووصف التحركات باعتبارها ضرورة اقتصادية يجب الحفاظ عليها مادامت البلاد بحاجة للعملة الأجنبية، ووفقا لكاسترو أن الحكومة «تدرس الصيغ» التي من شأنها أن تسمح للكوبين باستخدام بعض المنشآت السياحية كمكافأة على العمل الجبار ولكنه اعتقد أن اسداء وسائل الراحة للكوبين على حساب دفع السياح الأجانب سيؤدي في نهاية المطاف لنتائج عكسية بالنسبة لتحرك الاقتصاد.
وحتى عام 1997 كان الاتصال بين السياح والكوبين محظورا واعتبرت الشرطة الكوبين ذوي علاقة بالسياح كلصوص محتملين، وساعدت شكاوى المجموعات العالمية لحقوق الإنسان والزيارة المرتقبة للبابا في لفت النظر لذلك، على الرغم ان مثل هذا الاتصال يثير الامتعاض الا ان الشرطة تطالب غالبا بهويات الكوبين ذوي الاتصال بالسياح ولا تطلب عادة هوية السائح الا ان كان داكن البشرة لاشتباهه بالكوبين، وعلى الرغم من القيود الا ان الكوبين المتوسطين يسترزقون من صناعة السياحة والكثير يرى ببساطه ان السياسة لا مفر منها.
وقد انهت حكومة راؤول كاسترو سياسة تقييد الفنادق وخدمات معينة للسياح في مارس 2008 وكذلك السماح رسميا للكوبين بالبقاء في أي فندق، كما فتح التغيير مناطق كانت محظورة سابقا مثل كايو كوكو الا ان الإمكانيات كانت محدودة من الناحية العملية حيث ان الغالبية العظمى من الكوبين لا يستطيعون الوصول للعملة الصعبة اللازمة للبقاء في تلك الفنادق.

## الحاشية
- One Caribbean - 2004 Cuban tourism statistics
- Corbett, Ben (2004). This Is Cuba: An Outlaw Culture Survives. West-view Press. p. 33. ISBN 0-8133-3826-3.
- Rennie, David. Cuba 'apartheid' as Castro pulls in the tourists, The Daily Telegraph, 08/06/2002.
- Espinoza, Maria Dolores. Cuban Tourism During the Special Period PDF (234&NBS;KB), Proceedings of the Annual Meetings of the Association for the Study of the Cuban Economy (ASCE), Volume 10, August 3–5, 2000.
- http://www.guidetocaribbeanvacations.com/descriptions/index.html/
- International Tourism and the Formation of Productive Clusters in the Cuban Economy Miguel Alejandro Figueras
- History of Cuba written and compiled by J.A. Sierra
- Revolution to revolution: why is tourism booming in Cuba? Chandana Jayawardena
- Tourism Development for the Cuban Economy. Rockefeller center online.
- http://www.cubanews.com/sections/tourist-arrivals-to-cuba-increase-despite-eurozone-troubles
- http://www.one.cu/aec2010/esp/15_tabla_cuadro.htm Cuba National Office of Statics
- Hotel and the enormous tourism developments in Cuba Cornell University.
- Gunn, Gillian. The Sociological Impact of Rising Foreign Investment PDF (82.5 KiB), Georgetown University Cuba Briefing Paper Series, "Tourist Apartheid", January 1993.
- Daniel J. Whittle, et al., International Tourism and the Protection of Cuba's Coastal and Marine Environments, in Tulane Environmental Law Journal, Volume 16, Summer 2003.
- A Novel Tourism Concept Caribbean News Net
- Cuba sells its medical expertise BBC News
- Miami Herald October 7, 2007, retrieved Oct 11, 2007
- Cuban Medicine Today by Dr Hilda Molina Center for a free Cuba - link fails 16.9.06 .
- Cave, Damien. Tourism apartheid in Cuba, Salon.com, February 6, 2002. Retrieved July 10, 2006.
- Ternto, Angelo : Castro and Cuba : From Revolution To The Present p114
- Facio, Elisa. During the Special Period, Global Development Studies, I, 3-4 (Winter 1998-Spring 1999), 57-78. Republished in DES: A Scholarly Journal of Ethnic Studies, Volume 1 Number 1, University of Colorado Department of Ethnic Studies.
- Farah, Douglas. Catering to Foreigners Instead of Cubans Puts Castro on Defensive Washington Post Foreign Service Sunday, August 9, 1992.
- http://www.miami.com/mld/elnuevo/news/world/cuba/16032860.htm Cuba: dólares ahondan las diferencias de clase El Nuevo Herald
- Espino, María Dolores. Cuban Tourism During the Special Period PDF (234 KiB), Proceedings of the Annual Meetings of the Association for the Study of the Cuban Economy (ASCE), Volume 10, August 3–5, 2000.
- Amrhein, Saundra and Lush, Tamara. The 'reality tour' of Cuba, St. Petersburg Times, May 12, 2002.
- Cubans allowed to stay at tourist hotels Sydney Morning Herald - March 31, 2008

## قراءات خارجية
- Austen, Ian. Cuba’s Fans in Canada Anxiously Picture an Island Awash in Americans (December 2014), نيويورك تايمز
- Traveling to Cuba is like Going Back in Time by Peter Coyote, San Francisco Chronicle, February 26, 2009
- The Next Vacation Hot Spot: Cuba? by Rick Seaney, ABC News, March 11, 2009
- Cuba's Revolutionary Mountains by Zoë Barnes, The Sunday Times, March 15, 2009
- New Resort Area a Touch of Paradise by Monica Zurowski, Canwest News, March 17, 2009
- American Tourists at Home in Cuba by Tracy Wilkinson, Los Angeles Times, April 12, 2009
- Looking for the Real Cuba by Matthew D. LaPlante, The Salt Lake Tribune, May 2, 2009
- Warming to Cuba by Catherine Watson, The Philadelphia Inquirer, June 7, 2009
- Cuba's so Hot it's Cool: Island's Look Ranges from Quaint Retro to New and Upscale by Damien Jaques, Journal Sentinel, June 6, 2009
- My Seductive Cuba - A Unique Travel Guide  by Chen Lizra. And The power of seduction in our everyday lives, Chen Lizra, تيد
- Havana, Where Everyone Can Dance, أندريه فلتشك، كاونتربنش
- A five-part series of travel reports by عائلة كينيدي  [لغات أخرى]‏:   Gardens of the Queen: Caribbean’s Last Pristine Coral Reefs (2014-06-21),   Preserving Cuba’s Oceans (2014-09-30),   Crossing Cuba in a Chinese Bus (2014-10-08),   500 Years After Columbus, Cuba’s Gardens of the Queen Still Pristine (2014-10-16),   Cuba and the Embargo (2014-10-29)